# (12617) Angelusilesius
(12617) Angelusilesius est un astéroïde de la ceinture principale.

## Description
(12617) Angelusilesius est un astéroïde de la ceinture principale. Il fut découvert le 17 octobre 1960 à l'observatoire Palomar par Cornelis Johannes van Houten, Ingrid van Houten-Groeneveld et Tom Gehrels. Il présente une orbite caractérisée par un demi-grand axe de 2,64 UA, une excentricité de 0,12 et une inclinaison de 8,1° par rapport à l'écliptique.
Il est nommé d'après le poète allemand Angelus Silesius.

## Compléments